# Plectris sororia
Plectris sororia är en skalbaggsart som beskrevs av Moser 1919. Plectris sororia ingår i släktet Plectris och familjen Melolonthidae. Inga underarter finns listade i Catalogue of Life.